# 州立古典珍品陈列馆
州立文物博物馆（德語：Staatliche Antikensammlung）是位于德国巴伐利亚州慕尼黑艺术区的一座州立博物馆，收藏古希腊、古罗马的艺术品。传统上，巴伐利亚州专门设有一个收藏古埃及文物的博物馆。

## 建筑
州立文物博物馆位于慕尼黑的国王广场，是一座新古典主义建筑，采用科林斯柱式，开放于1848年，与古代雕塑展览馆（Glyptothek）形成一对，巴伐利亚国王路德维希一世下令建造。建筑师是Georg Friedrich Ziebland。
1869年-1872年，这栋建筑曾经是皇家古物馆的所在地
1898年-1912年，慕尼黑分离派在此兴盛。
1919年起，这栋建筑内设有新州立画廊。
在第二次世界大战期间，这座博物馆建筑在轰炸中遭受了严重破坏，但其在1960年代末重建并重新开放，向公众展示州立文物收藏。

## 收藏
州立文物博物馆基于维特尔斯巴赫的文物收藏，特别是路德维希一世国王的雅典花瓶收藏。1831年，他的代理人马丁·冯·瓦格纳从武尔奇的考古发掘中发现了陶器，而他的代理人弗里德里希·冯·蒂尔施则通过拍卖购得了吕西安·波拿巴遗产中的古物。国王还从卡罗琳·穆拉的收藏中购得了古代黄金首饰，从佩鲁贾出土的伊特鲁里亚青铜器和来自南意大利的希腊陶器。国王于1868年去世后，他的收藏与巴伐利亚公爵早已建立的维特尔斯巴赫古物收藏合并。后来，博物馆通过购买和捐赠得到扩展。在这些私人收藏中，有来自保罗·阿恩特（1908年）、詹姆斯·勒布（1933年）和汉斯·冯·舍恩（1964年）的捐赠。这些综合收藏也专注于较小的古物，如玻璃器皿、青铜器、陶器、珠宝、金银器。在二战期间，博物馆因轰炸失去了存放在新绘画馆中的伊特鲁里亚陶器。
该博物馆收藏的国际知名的古代陶器非常突出。博物馆展示了许多著名的希腊陶工和画家的艺术作品，如阿马西斯画家、埃克西亚斯、阿奇克勒斯、格劳克斯、潘特西勒亚画家、安多克斯画家、奥尔托斯、克莱丰、芬提亚斯、厄弗洛尼奥斯、尤西米德斯、埃皮克特托斯、潘画家、柏林画家、希伦、马克隆、杜里斯、布里格斯画家、阿克洛斯画家和利多斯。
一个著名的罗马高脚杯，来自科隆，用网状玻璃制成（公元4世纪），仍然显示出拉丁文的铭文“拉丁語：”（再多饮几年！）。这是科隆市为了感谢路德维希国王资助完成科隆大教堂而赠送的礼物。